# Anacolia breutelii
Anacolia breutelii är en bladmossart som beskrevs av Robert Earle Magill 1987. Anacolia breutelii ingår i släktet Anacolia och familjen Bartramiaceae. Inga underarter finns listade i Catalogue of Life.